# John Beugnies
Pour les articles homonymes, voir Beugnies (homonymie).
 (novembre 2019).
John Beugnies, né le 6 octobre 1967, est un employé et homme politique belge du Parti du travail de Belgique.

## Biographie
John Beugnies est employé dans une briqueterie depuis les années 1980.
Il manifeste pour la première fois lors de la marche multicolore du 2 février 1997 à Clabecq.
Lors des élections communales de 2012, il est élu conseiller communal PTB à Mons. Il est réélu aux élections communales de 2018.
Il devient par la suite le président régional du PTB à Mons-Borinage. 
Aux élections régionales de 2019, il est élu député au Parlement Wallon pour la circonscription de Mons.